# Equació de segon grau

Equació quadràtica.

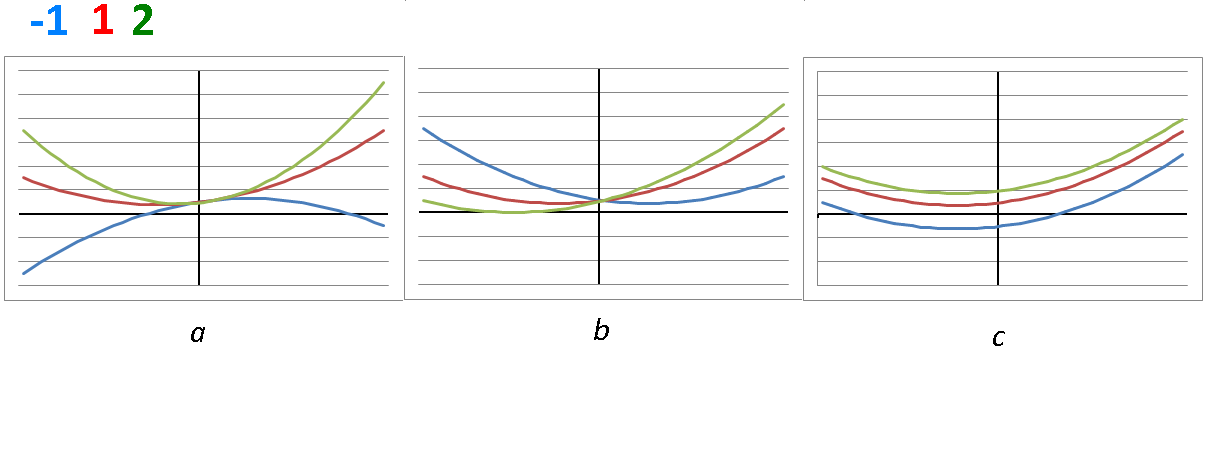
Gràfic de la funció polinòmica de segon grau, variant cada coeficient per separat, els coeficients que es mantenen constants valen 1

Una equació de segon grau, anomenada també equació quadràtica, és una equació polinòmica on el grau més alt dels diversos monomis que la integren és 2. La seva expressió general és:
{\displaystyle ax^{2}+bx+c=0\ }
on a ≠ 0.
Les equacions de segon grau es resolen mitjançant la fórmula:
{\displaystyle x_{1,2}={\frac {-b\pm {\sqrt {b^{2}-4ac}}}{2a}}},
que proporciona les dues solucions complexes que té, d'acord amb el teorema fonamental de l'àlgebra.
Per comprovar si aquestes solucions són també reals, es pot fer observant el discriminant de l'equació, que correspon al terme dins l'arrel quadrada: {\displaystyle b^{2}-4ac}.
Si:
- {\displaystyle b^{2}-4ac>0\ } Les dues solucions són reals.

- {\displaystyle b^{2}-4ac=0\ } L'equació té una sola solució real (doble), que ve donada per {\displaystyle x={\frac {-b}{2a}}\ }.

- {\displaystyle b^{2}-4ac<0\ } No existeixen solucions en els reals.

## Història
Els matemàtics xinesos 400 aC i babilonis 200 aC feien servir el mètode de completar el quadrat per resoldre equacions de segon grau amb arrels positives. Però no tenien una fórmula general.
A la Grècia clàssica, Euclides va obtenir un mètode geomètric més abstracte al voltant del 300 aC.
A l'Índia, el 628 dC el matemàtic Brahmagupta va donar la primera forma explícita (tot i que encara no del tot general ni algebraica) per a solucionar l'equació de segon grau. El manuscrit Bakhshali de datació incerta (però anterior al segle xi dC) conté una fórmula algebraica per a solucionar equacions de segon grau, com també es troba en l'obra del matemàtic Sridhara (probablement del segle X dC). Finalment, va ser el matemàtic indi Bhaskara II (segle XII dC) qui va donar la fórmula general amb dues arrels.
A la matemàtica àrab, el matemàtic persa del segle ix dC Muhammad bin Musa Al-Khwarizmi va desenvolupar un conjunt de fórmules que funcionaven per a solucions positives.
A l'occident europeu, el matemàtic jueu-català Savasorda (1070, Barcelona- 1136, Provença) va ser el primer a donar la fórmula que soluciona completament l'equació de segon grau. En el seu llibre en hebreu Hibbur hameixihá uehatixbòret (Llibre de Geometria), Savasorda estudia per separat tres casos en funció del signe dels coeficients:
Primer cas. Del quadrat es resta un nombre de vegades la longitud del costat (4 vegades a l'exemple que posa Savasorda) i queda un nombre positiu.
{\displaystyle {\begin{aligned}&x^{2}-Ax=B\\&x={\frac {A}{2}}+{\sqrt {{\frac {A^{2}}{4}}+B}}\\\end{aligned}}}
Segon cas. Al quadrat se li suma un nombre de vegades la longitud del costat.
{\displaystyle {\begin{aligned}&x^{2}+Ax=B\\&x=-{\frac {A}{2}}+{\sqrt {{\frac {A^{2}}{4}}+B}}\\\end{aligned}}}
Tercer cas. D'un nombre de vegades el costat es resta el quadrat i queda un nombre positiu.

{\displaystyle {\begin{aligned}&Ax-x^{2}=B\\&x={\frac {A}{2}}\pm {\sqrt {{\frac {A^{2}}{4}}-B}}\\\end{aligned}}}
En aquest tercer cas Savasorda observa que poden haver-hi dues solucions:
| «           | Aquesta qüestió i les que li són semblants admeten dues solucions, puix si hom et diu: Llevo de la suma dels 4 costats l'àrea, i em resta 4 menys quart, hom trobarà que el quadrat fa un colze i mig o dos colzes i mig | » |
| — Savasorda | |   |

Des de Catalunya es va difondre a la resta d'Europa gràcies a la traducció al llatí amb el títol de Liber embadorum, feta per Plató de Tívoli.

## Obtenció de la fórmula
En els llibres de text actuals es dona la fórmula per coneguda i es presenta una demostració elegant que permet verificar que la fórmula, efectivament, dona els resultats de l'equació. Aquesta demostració va ser publicada per primer cop el 1896 pel matemàtic aficionat nord-americà Henry Heaton.
Una altra manera més pedagògica és seguir un camí equivalent al que es va seguir en la història a base de combinar la solució geomètrica de completar el quadrat amb la notació algebraica.
També es pot arribar a la fórmula que resol l'equació fent un canvi de variable per tal d'eliminar el terme en x i poder-la resoldre directament extraient l'arrel quadrada del terme independent.

### Demostració
Per a aïllar la x d'una equació de segon grau del tipus
{\displaystyle ax^{2}+bx+c=0\ }
Es passa la c al segon terme de l'equació:
{\displaystyle ax^{2}+bx=-c\ }
Es multipliquen tots dos termes per {\displaystyle 4a}:
{\displaystyle 4a^{2}x^{2}+4abx=-4ac\ }
S'afegeix {\displaystyle b^{2}} a tots dos termes:
{\displaystyle 4a^{2}x^{2}+4abx+b^{2}=b^{2}-4ac\ }
El terme de l'esquerra és un binomi de Newton desenvolupat:
{\displaystyle (2ax+b)^{2}=b^{2}-4ac\ }
Es treu l'arrel quadrada de tots dos termes:
{\displaystyle {\sqrt {(2ax+b)^{2}}}={\sqrt {b^{2}-4ac}}}
I per tant:
{\displaystyle 2ax+b=\pm {\sqrt {b^{2}-4ac}}\ }

S'aïlla el terme que conté la x:
{\displaystyle 2ax=-b\pm {\sqrt {b^{2}-4ac}}\ }
I finalment s'aïlla la x:
{\displaystyle x_{1,2}={\frac {-b\pm {\sqrt {b^{2}-4ac}}}{2a}}}

### Obtenció aplicant l'àlgebra al mètode geomètric
En primer lloc es prepara l'equació per facilitar la manipulació geomètrica:
{\displaystyle {\begin{aligned}&ax^{2}+bx+c=0\\&ax^{2}+bx=-c\\&x^{2}+{\frac {b}{a}}x=-{\frac {c}{a}}\\\end{aligned}}}
A partir d'aquí es representen gràficament els termes i es manipulen per tal d'obtenir un quadrat a l'esquerra:
Ara, ja es podrà calcular l'arrel quadrada dels termes de l'esquerra (perquè formen un quadrat) i es continua algebraicament fins a trobar la fórmula que dona les dues solucions generals.
{\displaystyle {\begin{aligned}&\left(x+{\frac {b}{2a}}\right)^{2}=\left({\frac {b}{2a}}\right)^{2}-{\frac {c}{a}}\\&\left(x+{\frac {b}{2a}}\right)^{2}={\frac {b^{2}}{4a^{2}}}-{\frac {c}{a}}\\&\left(x+{\frac {b}{2a}}\right)^{2}={\frac {b^{2}-4ac}{4a^{2}}}\\&{\sqrt {\left(x+{\frac {b}{2a}}\right)^{2}}}=\pm {\sqrt {\frac {b^{2}-4ac}{4a^{2}}}}\\&x+{\frac {b}{2a}}=\pm {\frac {\sqrt {b^{2}-4ac}}{2a}}\\&x=-{\frac {b}{2a}}\pm {\frac {\sqrt {b^{2}-4ac}}{2a}}\\&x={\frac {-b\pm {\sqrt {b^{2}-4ac}}}{2a}}\\\end{aligned}}}

### Obtenció per canvi de variable
Un altre mètode, que es pot emprar en equacions polinòmiques de qualsevol grau, per tal de transformar-les en una altra equació però amb el segon terme igual a zero, és fer un canvi de variables adequat. En el cas de l'equació de segon grau si el segon terme és igual a zero la solució és immediata i llavors només cal desfer el canvi de variable. Es planteja un canvi de variable del tipus:
{\displaystyle {\begin{aligned}&x=\left(y+p\right)\\&x^{2}=\left(y+p\right)^{2}=y^{2}+2py+p^{2}\\\end{aligned}}}
Substituint, l'equació original queda:
{\displaystyle {\begin{aligned}&ax^{2}+bx+c=a\left(y^{2}+2py+p^{2}\right)+b\left(y+p\right)+c\\&ax^{2}+bx+c=ay^{2}+\left(2ap+b\right)y+\left(ap^{2}+bp+c\right)\\\end{aligned}}}
Perquè el segon terme s'anul·li cal triar {\displaystyle p} de forma que:
{\displaystyle 2ap+b=0\Rightarrow p={\frac {-b}{2a}}}
Substituint, i resolent l'equació transformada surt:
{\displaystyle {\begin{aligned}&ay^{2}+\left(ap^{2}+bp+c\right)=0\\&ay^{2}+\left(a\left({\frac {-b}{2a}}\right)^{2}+b{\frac {-b}{2a}}+c\right)=0\\&ay^{2}+\left({\frac {b^{2}}{4a}}-{\frac {b^{2}}{2a}}+c\right)=0\\&ay^{2}+\left(-{\frac {b^{2}}{4a}}+c\right)=0\\&ay^{2}={\frac {b^{2}-4ac}{4a}}\\&y^{2}={\frac {b^{2}-4ac}{4a^{2}}}\\&y=\pm {\sqrt {\frac {b^{2}-4ac}{4a^{2}}}}\\&y=\pm {\frac {\sqrt {b^{2}-4ac}}{2a}}\\\end{aligned}}}
I desfent el canvi de variable:
{\displaystyle {\begin{aligned}&x=y+p=\pm {\frac {\sqrt {b^{2}-4ac}}{2a}}+{\frac {-b}{2a}}\\&x={\frac {-b\pm {\sqrt {b^{2}-4ac}}}{2a}}\\\end{aligned}}}

## Aplicació a equacions de grau superiors
Certes equacions de grau superior es poden transformar en equacions de segon grau i resoldre-les d'aquesta manera. Les equacions de la forma {\displaystyle ax^{4}+bx^{2}+c=0}, anomenades equacions biquadrades, es resolen amb el canvi de variable {\displaystyle t=x^{2}}. Però hi ha altres casos en què es poden aplicar tècniques semblants, per exemple l'equació de 6è grau en x:
{\displaystyle x^{6}-4x^{3}+8=0\,}
Es pot reescriure com:
{\displaystyle (x^{3})^{2}-4(x^{3})+8=0\,}
O, de forma equivalent, com una equació de segon grau d'una nova variable u:
{\displaystyle u^{2}-4u+8=0,\,}
on
{\displaystyle u=x^{3}.\,}
Resolent l'equació de segon grau en u resulten les dues solucions:
{\displaystyle u=2\pm 2i.}
Així
{\displaystyle x^{3}=2\pm 2i\,.}
Tot seguit cal trobar les tres arrels cúbiques de 2 + 2i – les altres tres solucions de x seran les seves conjugades – reescrivint el cantó dret a base de fer servir la fórmula d'Euler:
{\displaystyle x^{3}=2^{\tfrac {3}{2}}e^{{\tfrac {1}{4}}\pi i}=2^{\tfrac {3}{2}}e^{{\tfrac {8k+1}{4}}\pi i}\,}
(donat que e2kπi = 1), dona les tres solucions:
{\displaystyle x=2^{\tfrac {1}{2}}e^{{\tfrac {8k+1}{12}}\pi i}\,,~k=0,1,2\,.}
Fent servir les fórmules d'Euler un altre cop, conjuntament amb les identitats trigonomètriques -com ara {\displaystyle \cos(\pi /12)={\left({\sqrt {2}}+{\sqrt {6}}\right)}/{4}\;}-, i sumant els complexos conjugats, s'obté la col·lecció completa de solucions:
{\displaystyle x_{1,2}=-1\pm i,\,}
{\displaystyle x_{3,4}={\frac {1+{\sqrt {3}}}{2}}\pm {\frac {1-{\sqrt {3}}}{2}}i\,}
i
{\displaystyle x_{5,6}={\frac {1-{\sqrt {3}}}{2}}\pm {\frac {1+{\sqrt {3}}}{2}}i.\,}

## Fórmula alternativa
En algunes situacions és preferible expressar les arrels en una forma alternativa.
{\displaystyle x={\frac {2c}{-b\pm {\sqrt {b^{2}-4ac}}}}.}
Aquesta alternativa requereix que c sigui diferent de zero; si c és zero, la fórmula dona, correctament, zero com una de les arrels, però falla en donar cap segona arrel diferent de zero. En compte d'això, una de les dues eleccions de ∓ produeix un error de divisió per zero, que és indefinit.
Si c és diferent de zero el resultat és el mateix que amb l'expressió habitual: 
{\displaystyle {\begin{aligned}{\frac {-b+{\sqrt {b^{2}-4ac}}}{2a}}&{}={\frac {-b+{\sqrt {b^{2}-4ac}}}{2a}}\cdot {\frac {-b-{\sqrt {b^{2}-4ac}}}{-b-{\sqrt {b^{2}-4ac}}}}\\&{}={\frac {4ac}{2a\left(-b-{\sqrt {b^{2}-4ac}}\right)}}\\&{}={\frac {2c}{-b-{\sqrt {b^{2}-4ac}}}}.\end{aligned}}}
Aquesta forma alternativa pot reduir la pèrdua de precisió en el càlcul numèric de les arrels, cosa que pot ser un problema si una de les arrels és molt més petita que l'altra en magnitud absoluta. El problema de la possibilitat que c sigui zero es pot evitar fent servir un enfocament mixt:
{\displaystyle x_{1}={\frac {-b-\operatorname {sgn} b\,{\sqrt {b^{2}-4ac}}}{2a}},}
{\displaystyle x_{2}={\frac {c}{ax_{1}}}.}
Aquí sgn indica la funció signe.

## Implementació en aritmètica de coma flotant
Un algorisme amb una implementació curosa de la solució de l'equació de segon grau, si fa servir aritmètica de coma flotant, per produir un resultat robust, difereix una mica de les dues fórmules. Suposant que el discriminant, {\displaystyle b^{2}-4ac}, sigui positiu i b diferent de zero, el codi serà quelcom com el que segueix.
{\displaystyle t:=-{\tfrac {1}{2}}{\big (}b+\operatorname {sgn}(b){\sqrt {b^{2}-4ac}}{\big )}\,\!}
{\displaystyle x_{1}:=t/a\,\!}
{\displaystyle x_{2}:=c/t\,\!}
Aquí sgn(b) és la funció signe, on sgn(b) és 1 si b és positiu i −1 si b és negatiu; el seu ús assegura que les quantitats que se sumen són del mateix signe, evitant la cancel·lació catastròfica (pèrdua de dígits significatius en restar dues magnituds molt semblants). El càlcul de r₂ fa servir el fet que el producte de les arrels és c/a.

## Fórmules de Viète
Les fórmules de Viète donen una relació senzilla entre les arrels d'un polinomi i els seus coeficients. En el cas del polinomi de segon grau, adopten la següent forma:
{\displaystyle x_{+}+x_{-}=-{\frac {b}{a}}}
i
{\displaystyle x_{+}\cdot x_{-}={\frac {c}{a}}.}
La primera fórmula dona una expressió interessant quan es vol dibuixar la gràfica d'una funció polinòmica de segon grau. Com que la gràfica és simètrica respecte d'una línia vertical que passa pel vèrtex, quan hi ha dies arrels reals, la coordenada x del vèrtex es troba en el punt mitjà entre les dues arrels. Per tant, la coordenada x del vèrtex ve donada per l'expressió: 
{\displaystyle x_{V}={\frac {x_{+}+x_{-}}{2}}=-{\frac {b}{2a}}.}
La coordenada y del vèrtex es pot trobar, un cop se sap la coordenada x, a base de substituir en la funció, això dona
{\displaystyle y_{V}=-{\frac {b^{2}}{4a}}+c=-{\frac {b^{2}-4ac}{4a}}.}

## Discriminant

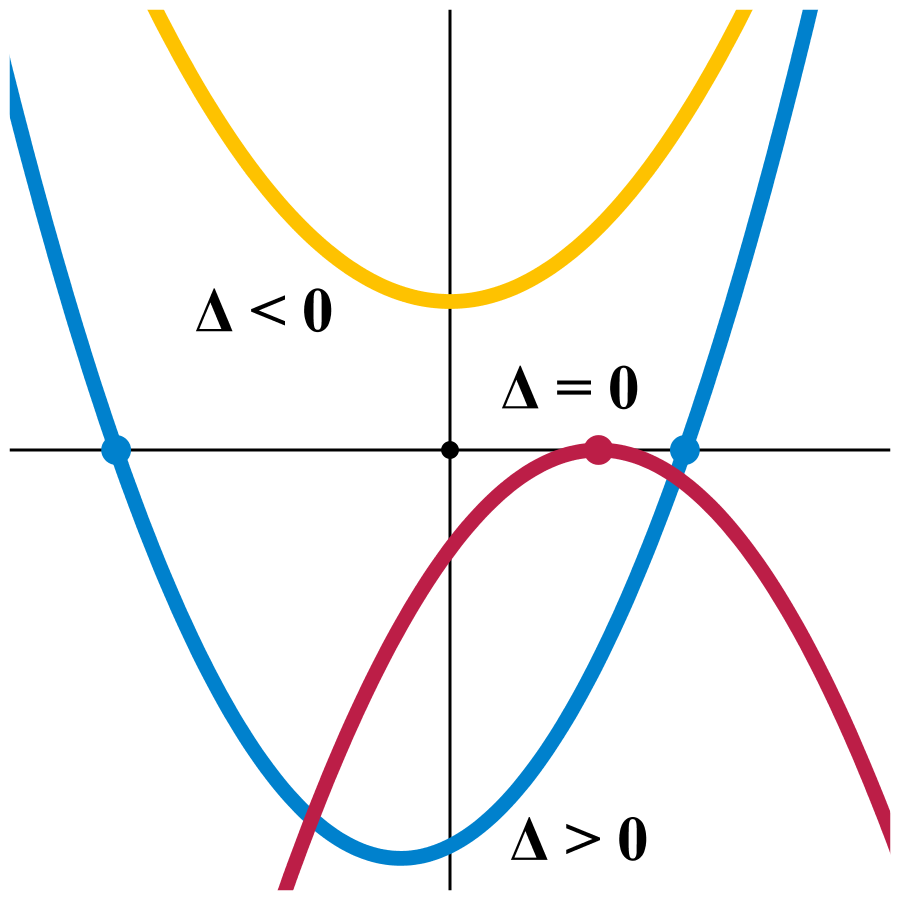
Exemple de diferents signes del discriminant
■ < 0:
■ = 0:
■ > 0:

En la fórmula de la solució general de l'equació de segon grau, de l'expressió de dins del signe arrel quadrada:
{\displaystyle \Delta =b^{2}-4ac,\,\!}
Se'n diu el discriminant de l'equació de segon grau.

Una equació de segon grau amb coeficients reals pot tenir, o bé una o dues arrels reals, o bé dues arrels complexes diferents (conjugades). En aquest cas el discriminant determina el nombre i la classe de les arrels. Hi ha tres casos: 
- Si el discriminant és positiu, hi ha dues arrels reals diferents. Pel cas d'equacions de segon grau amb coeficients enters, si el discriminant és un quadrat perfecte, llavors les arrels són nombres racionals—en els altres casos poden ser irracionals quadràtics.
- Si el discriminant és zero, hi ha exactament una arrel i és un nombre real. De vegades se'n diu arrel doble, el seu valor és: 
{\displaystyle x=-{\frac {b}{2a}}.\,\!}
- Si el discriminant és negatiu, no hi ha arrels reals. En canvi hi ha dues arrels complexes (no reals) que són conjugades entre si:
{\displaystyle {\begin{aligned}x&={\frac {-b}{2a}}+i{\frac {\sqrt {4ac-b^{2}}}{2a}},\\x&={\frac {-b}{2a}}-i{\frac {\sqrt {4ac-b^{2}}}{2a}},\\i^{2}&=-1.\end{aligned}}}

Per tant, les arrels són diferents si i només si el discriminant és diferent de zero, i les arrels són reals si i només si el discriminant és no negatiu.

## Generalitzacions
La fórmula i la seva demostració continuen sent correctes si els coeficients a, b i c són nombres complexos, o de forma més general, nombres de qualsevol cos de característica diferent de 2. (si un cos té característica 2, l'element 2a és un zero i és impossible dividir entre ell.) 
El símbol
{\displaystyle \pm {\sqrt {b^{2}-4ac}}}
De la fórmula, s'ha d'entendre com qualsevol dels dos elements, el quadrat dels quals és
{\displaystyle b^{2}-4ac,\,}
Si tals elements existeixen. En alguns cossos, alguns elements no tenen arrels quadrades i d'altres en tenen dues; només el zero té exactament una arrel quadrada, excepte en cossos de característica 2. Fixeu-vos que fins i tot si un cos no té arrel quadrada per algun nombre, sempre hi ha una extensió del cos que sí que en té, per tant la fórmula de l'equació de segon grau sempre té sentit com una fórmula en aquest cos estès.

### Característica 2
En un cos de característica 2, la fórmula de l'equació de segon grau, que descansa en el fet que 2 sigui diferent de zero, no es manté. Considereu el polinomi mònic de segon grau
{\displaystyle \displaystyle x^{2}+bx+c}
Sobre un cos de característica 2. Si b = 0, llavors la solució es redueix a extreure una arrel quadrada, per tant la solució és
{\displaystyle \displaystyle x={\sqrt {c}}}
I fixeu-vos que només hi ha una arrel quadrada doncs
{\displaystyle \displaystyle -{\sqrt {c}}=-{\sqrt {c}}+2{\sqrt {c}}={\sqrt {c}}.}
En resum,
{\displaystyle \displaystyle x^{2}+c=(x+{\sqrt {c}})^{2}.}
Vegeu residu quadràtic per a més informació sobre extraure arrels quadrades en cossos finits.
En el cas que b ≠ 0, hi ha dues arrels diferents, però si el polinomi és irreductible, no es poden expressar en termes d'arrels quadrades de nombres en el cos de coeficients. En comptes d'això, es defineix la 2-arrel R(c) de c com una arrel del polinomi {\displaystyle x^{2}+x+c}, un element del cos de descomposició d'aquest polinomi. Es verifica que R(c) + 1 també és una arrel. En termes de l'operació 2-arrel, les dues arrels de l'equació de segon grau (no mònica) {\displaystyle ax^{2}+bx+c} són
{\displaystyle {\frac {b}{a}}R\left({\frac {ac}{b^{2}}}\right)}
i
{\displaystyle {\frac {b}{a}}\left(R\left({\frac {ac}{b^{2}}}\right)+1\right).}
Per exemple, sia a un generador multiplicatiu del grup d'unitats de F₄, el cos de Galois d'ordre quatre (així a i a + 1 són arrels de {\displaystyle x^{2}+x+1} sobrer F₄). Perquè {\displaystyle (a+1)^{2}=a}, {\displaystyle a+1} és l'única solució de l'equació de segon grau {\displaystyle x^{2}+a=0}. Per altra banda, el polinomi {\displaystyle x+ax+1} és irreductible sobre F₄, però parteix sobre F16, on té les dues arrels ab i ab + a, on b és una arrel de {\displaystyle x^{2}+x+a} en F16.
Aquest és un cas especial de la teoria de Artin-Schreier.

## Llibre
- Vedic Mathematics: Sixteen Simple Mathematical Formulae from the Vedas, by Swami Sankaracarya (1884-1960), Motilal Banarsidass Indological Publishers and Booksellers, Varnasi, India, 1965; reprinted in Delhi, India, 1975, 1978. 367 pages.